# Силигир
Силигир — река в Якутии, правый приток реки Оленёк. Протекает по северо-восточной окраине Среднесибирского плоскогорья. Длина реки — 220 км, (вместе с притоком Орто-Силигир 344 км), площадь водосборного бассейна — 13 400 км². Среднегодовой расход воды около 70 м³/с.
Река образуется путём слияния рек Орто-Силигир и Усук-Силигир в 86 км к северо-востоку от города Удачный на высоте 218 м над уровнем моря. Течёт преимущественно на северо-восток. Впадает в Оленёк справа, ниже впадения Арга-Салы, на высоте 87 м над уровнем моря.

## Основные притоки
Указаны притоки длиной 50 км и более.
| Название           | Расстояние от устья | Длина | Положение |
| ------------------ | ------------------- | ----- | --------- |
| Силигиркен         | 6,9                 | 128   | левый     |
| Тирехтях           | 62                  | 57    | левый     |
| Онгнё-Силигир      | 167                 | 169   | левый     |
| Верхний Силигиркен | 202                 | 58    | левый     |
| Орто-Силигир       | 220                 | 124   | левый     |
| Усук-Силигир       | 220                 | 100   | правый    |